# Somkiat Chantra
Somkiat Chantra (Thai: สมเกียรติ จันทรา, Chonburi, 15 december 1998) is een Thais motorcoureur.

## Carrière
Chantra werd in 2016 kampioen in de Asia Talent Cup. In 2017 kwam hij uit in het Spaanse Moto3-kampioenschap, waarin hij uitkwam op een Honda. In zijn eerste race op het Circuito de Albacete behaalde hij direct de pole position, maar hij finishte de race niet na een ongeluk. Gedurende het seizoen moest hij vijf races missen. Een zevende plaats op het Circuito Permanente de Jerez was zijn beste resultaat. Met 26 punten werd hij twintigste in de eindstand.
In 2018 bleef Chantra actief in de Spaanse Moto3 en reed hierin opnieuw op een Honda. Hij eindigde regelmatig in de top 10, maar kwam niet op het podium terecht. Een vierde plaats op het Circuit Bugatti was zijn beste klassering. Met 61 punten werd hij negende in het klassement. Daarnaast debuteerde hij dat jaar in de Moto3-klasse van het wereldkampioenschap wegrace op een Honda als wildcardcoureur in zijn thuisrace. Hij eindigde als negende en scoorde hiermee zeven kampioenschapspunten.
In 2019 debuteerde Chantra als fulltime coureur in de Moto2-klasse van het wereldkampioenschap wegrace, waarin hij op een Kalex reed.  Hij kende een redelijk debuutseizoen, waarin een negende plaats in zijn thuisrace zijn beste resultaat was. Met 23 punten eindigde hij op plaats 21 in het klassement. In 2020 kende hij een lastiger jaar; hij kwam slechts tweemaal tot scoren, waarbij een negende plaats in Frankrijk zijn beste resultaat was. Met 10 punten zakte hij naar plaats 25 in de eindstand.
In 2021 kende Chantra zijn beste Moto2-seizoen tot dan toe. Een vijfde plaats in Oostenrijk was zijn beste klassering van het seizoen. In Oostenrijk reed hij ook voor het eerst de snelste ronde van de race. Met 37 punten werd hij achttiende in het klassement. In 2022 miste hij de seizoensopener in Qatar vanwege een blessure, maar in de daaropvolgende race in Indonesië behaalde hij zijn eerste Grand Prix-overwinning.

## Statistieken

### Grand Prix

#### Per seizoen
| Seizoen | Klasse | Motor  | Team                     | Races | Winst | Podiums | Poles | SR | Ptn   | Pos |
| ------- | ------ | ------ | ------------------------ | ----- | ----- | ------- | ----- | -- | ----- | --- |
| 2018    | Moto3  | Honda  | AP Honda Racing Thailand | 1     | 0     | 0       | 0     | 0  | 7     | 33e |
| 2019    | Moto2  | Kalex  | Idemitsu Honda Team Asia | 16    | 0     | 0       | 0     | 0  | 23    | 21e |
| 2020    | Moto2  | Kalex  | Idemitsu Honda Team Asia | 15    | 0     | 0       | 0     | 0  | 10    | 25e |
| 2021    | Moto2  | Kalex  | Idemitsu Honda Team Asia | 18    | 0     | 0       | 0     | 1  | 37    | 18e |
| 2022    | Moto2  | Kalex  | Idemitsu Honda Team Asia | 19    | 1     | 4       | 1     | 1  | 128   | 10e |
| 2023    | Moto2  | Kalex  | Idemitsu Honda Team Asia | 20    | 1     | 2       | 1     | 1  | 173,5 | 6e  |
| 2024    | Moto2  | Kalex  | Idemitsu Honda Team Asia | 18    | 0     | 0       | 0     | 0  | 104   | 12e |
| 2025*   | MotoGP | Honda  | Idemitsu Honda LCR       | 9     | 0     | 0       | 0     | 0  | 1     | 26e |
| Totaal  | Totaal | Totaal | Totaal                   | 116   | 2     | 6       | 2     | 3  | 483,5 |     |

#### Per klasse
| Klasse | Seizoenen  | 1e GP         | 1e podium      | 1e winst       | Races | Winst | Podiums | Poles | SR | Ptn   | Kampioen |
| ------ | ---------- | ------------- | -------------- | -------------- | ----- | ----- | ------- | ----- | -- | ----- | -------- |
| Moto3  | 2018       | Thailand 2018 |                |                | 1     | 0     | 0       | 0     | 0  | 7     | 0        |
| Moto2  | 2019-2024  | Qatar 2019    | Indonesië 2022 | Indonesië 2022 | 106   | 2     | 6       | 2     | 3  | 475,5 | 0        |
| MotoGP | 2025-heden | Thailand 2025 |                |                | 9     | 0     | 0       | 0     | 0  | 1     | 0        |
| Totaal | 2018-heden | 2018-heden    | 2018-heden     | 2018-heden     | 116   | 2     | 6       | 2     | 3  | 483,5 | 0        |

#### Races per jaar
(vetgedrukt betekent pole positie; cursief betekent snelste ronde)
| Jaar | Klasse | Motor | 1       | 2       | 3       | 4       | 5       | 6       | 7      | 8       | 9       | 10      | 11     | 12     | 13      | 14      | 15      | 16      | 17      | 18      | 19      | 20      | 21  | 22  | Pos | Ptn   |
| ---- | ------ | ----- | ------- | ------- | ------- | ------- | ------- | ------- | ------ | ------- | ------- | ------- | ------ | ------ | ------- | ------- | ------- | ------- | ------- | ------- | ------- | ------- | --- | --- | --- | ----- |
| 2018 | Moto3  | Honda | QAT     | ARG     | AME     | SPA     | FRA     | ITA     | CAT    | NED     | DUI     | TSJ     | OOS    | GBR    | SMR     | ARA     | THA 9   | JPN     | AUS     | MAL     | VAL     |         |     |     | 33  | 7     |
| 2019 | Moto2  | Kalex | QAT DNF | ARG 10  | AME 20  | SPA 17  | FRA DNF | ITA     | CAT 17 | NED DNS | DUI     | TSJ 15  | OOS 12 | GBR 16 | SMR 14  | ARA 16  | THA 9   | JPN 13  | AUS DNF | MAL DNF | VAL 23  |         |     |     | 21  | 23    |
| 2020 | Moto2  | Kalex | QAT 25  | SPA DNF | AND DNF | TSJ 23  | OOS 13  | STI DNF | SMR 18 | EMI 21  | CAT DNF | FRA 9   | ARA 23 | TER 19 | EUR DNF | VAL 18  | POR 18  |         |         |         |         |         |     |     | 25  | 10    |
| 2021 | Moto2  | Kalex | QAT DNF | DOH 19  | POR 21  | SPA DNF | FRA 12  | ITA 18  | CAT 9  | DUI 18  | NED 11  | STI 8   | OOS 5  | GBR 17 | ARA DNF | SMR DNF | AME 14  | EMI DNF | ALG DSQ | VAL 19  |         |         |     |     | 18  | 37    |
| 2022 | Moto2  | Kalex | QAT DNS | INA 1   | ARG 2   | AME DNF | POR DNF | SPA DNF | FRA 3  | ITA DNF | CAT 12  | DUI 15  | NED 13 | GBR 13 | OOS 2   | SMR 8   | ARA 7   | JPN 5   | THA DNF | AUS 8   | MAL DNF | VAL DNF |     |     | 10  | 128   |
| 2023 | Moto2  | Kalex | POR 9   | ARG 8   | AME 11  | SPA 7   | FRA 6   | ITA 9   | DUI 4  | NED DNF | GBR 9   | OOS 5   | CAT 14 | SMR 6  | IND DNF | JPN 1   | INA 7   | AUS 7   | THA 3   | MAL 6   | QAT 7   | VAL 5   |     |     | 6   | 173,5 |
| 2024 | Moto2  | Kalex | QAT 11  | POR 10  | AME 21  | SPA 10  | FRA 5   | CAT DNF | ITA 9  | NED 5   | DUI 6   | GBR DNF | OOS 8  | ARA 6  | SMR 14  | EMI 14  | INA DNF | JPN     | AUS     | THA 4   | MAL 9   | SOL 10  |     |     | 12  | 104   |
| 2025 | MotoGP | Honda | THA 18  | ARG 18  | AME 16  | QAT 18  | SPA DNF | FRA     | GBR 19 | ARA 16  | ITA 18  | NED 15  | DUI    | TSJ    | OOS     | HON     | CAT     | SMR     | JPN     | INA     | AUS     | MAL     | POR | VAL | 26* | 1*    |

* Seizoen nog bezig.